# Colpolopha biloba
Colpolopha biloba är en insektsart som beskrevs av Francois Jules Pictet de la Rive och Henri Saussure 1887. Colpolopha biloba ingår i släktet Colpolopha och familjen Romaleidae. Inga underarter finns listade i Catalogue of Life.